# Oscar Brashear
Oscar Brashear (18. srpna 1944, Chicago – 7. července 2023) byl americký jazzový trumpetista. Ve svých sedmi letech začal hrát na klavír a v jedenácti pak na trubku. Studoval nejprve na DuSableově střední škole a později na Wrightově vysoké škole. Svou kariéru zahájil jako člen kapely Woodyho Hermana a roku 1968 se stal členem orchestru Count Basieho. Během své kariéry spolupracoval s mnoha dalšími hudebníky, mezi které patří například Bobby Hutcherson, Ray Manzarek, Dizzy Gillespie, Ry Cooder, Miles Davis, Neil Diamond nebo skupina Earth, Wind & Fire.